# Killers of the Flower Moon
Killers of the Flower Moon è un film del 2023 diretto da Martin Scorsese.
La pellicola ha come protagonisti Leonardo DiCaprio, Robert De Niro, Lily Gladstone e Jesse Plemons ed è l'adattamento cinematografico del saggio Gli assassini della terra rossa, scritto da David Grann, a sua volta tratto da fatti realmente accaduti.

## Trama
Fairfax, Oklahoma, primi del ‘900. I membri della Nazione Osage scoprono che sotto le loro terre si trova un grande giacimento di petrolio, fatto che li rende il popolo più ricco del mondo, sebbene la legge, ritenendoli "incompetenti", richieda che dei tutori bianchi nominati dal tribunale gestiscano il loro denaro.
1917. Ernest George Burkhart ritorna dalla prima guerra mondiale e va a vivere col fratello Byron e lo zio William "King" Hale, un vice sceriffo di riserva che si atteggia a benefattore e amico degli Osage, parla la loro lingua e fa loro dei doni. Segretamente però l'uomo progetta di sterminarli e rubare tutte le loro ricchezze (egli infatti ordina segretamente l'uccisione su commissione di molti ricchi Osage, dopo aver fatto loro firmare delle assicurazioni a suo favore).
Hale suggerisce a Ernest, che intanto ha commesso una rapina a mano armata ai danni degli Osage insieme a Byron, di corteggiare la diabetica Mollie Kyle, una giovane Osage la cui famiglia, composta dall’anziana madre Lizzie Q e quattro sorelle (Mollie, Minnie, Anna e Rita), possiede molti diritti petroliferi; è così che, incontrata la ragazza grazie al suo lavoro come tassista, Ernest si innamora di Mollie che lo corrisponde, i due si sposano con una cerimonia che mescola elementi cattolici e Osage e hanno tre figli (Elizabeth, James "Cowboy" e Anna).
1921. Dato che più membri della famiglia di Minnie muoiono più Ernest eredita, Hale pianifica la loro morte a partire da Anna che viene uccisa da Byron, con cui ha una relazione turbolenta; inoltre, poco dopo, anche la madre Lizzie muore nel suo letto, forse avvelenata. Spaventati da un cinegiornale che narra della rivolta razziale di Tulsa del 1921, in cui i bianchi distruggono una fiorente comunità nera e uccidono numerose persone, e dall’omicidio di un rappresentante della nazione Osage a Washington, gli Osage incolpano i residenti bianchi della riserva. Mollie assume l’investigatore privato William J. Burns per indagare, ma l’uomo viene fatto presto sparire per ordine di Hale.
1922-23. Mentre alla morte di Minnie per inedia il marito, Bill Smith, eredita la quota della donna per poi sposarne l’ultima sorella, Rita, Hale, per incassare i soldi dell’assicurazione, ordina l’omicidio del primo marito di Mollie, l’Osage Henry Roan, ma l’esecutore, spaventato, non lo fa apparire come un suicidio, così l’assicurazione si rifiuta di pagare; mentre le condizioni di Mollie peggiorano a causa del veleno che Ernest, convinto da Hale che non sia niente di pericoloso, aggiunge all’insulina, lo stesso Hale commissiona l’esplosione della casa di Bill e Reta Smith, affinché Mollie erediti tutte le ricchezze della sua famiglia prima che sia tardi.
1926. Dato che lo sceriffo e i giudici locali sono corrotti e non viene condotta alcuna indagine, Mollie, nonostante la malattia, si reca a Washington con una delegazione di Osage e chiede aiuto al presidente Calvin Coolidge. Quando a Fairfax giungono alcuni agenti del neonato FBI guidati dal Detective Tom White, Hale cerca di coprire le sue tracce facendo uccidere molti dei suoi sicari, ma White arresta sia lui che Ernest, il quale viene trovato in stato confusionale perché, insospettito dalle condizioni della moglie, ha ingerito un po' del veleno fornitogli da Hale. Mollie viene ricoverata in ospedale e le vengono fornite le cure mediche adeguate. Capito che Ernest è un debole, White lo sprona a denunciare Hale ma l’avvocato dello zio, W. S. Hamilton, dopo aver convinto il giudice a parlargli da solo, manipola l’uomo, che ritratta le accuse. La situazione cambia nuovamente quando Ernest, distrutto dal dolore per la morte di una delle sue figlie di tosse canina, si costituisce e denuncia lo zio.
Un servizio filmato per un programma radiofonico fornisce un aggiornamento sulle vicende: Mollie divorzia da Ernest nel 1926, si risposa e muore infine di diabete nel 1937, all'età di 50 anni, venendo sepolta con i suoi genitori, le sorelle e la figlia (il suo necrologio - letto da un produttore dello show interpretato proprio da Scorsese - non fa riferimento agli omicidi della tribù Osage), mentre Ernest Burkhart e William "King" Hale vengono condannati all'ergastolo nel 1929 per poi venir rilasciati in libertà condizionale rispettivamente nel 1937 e nel 1947. Burkhart morirà nel 1986 nella casa mobile dove è andato a vivere col fratello Byron, che non ha passato neanche un giorno in prigione grazie ad una sentenza sospesa, mentre Hale muore in un ospizio nel 1962 dopo aver scritto deliranti lettere agli Osage in cui si definisce il loro migliore amico; i fratelli Shoun, che avevano dato a Ernest l'insulina e il veleno per Mollie ed erano implicati in altre "morti devastanti", non verranno perseguiti per mancanza di prove. L'ultima scena mostra dall'alto gli Osage che celebrano la loro cultura sopravvissuta in una grande danza tribale.

## Produzione

### Sviluppo
Il 10 marzo 2016 la Imperative Entertainment si è aggiudicata i diritti per realizzare un adattamento cinematografico del libro di saggistica di David Grann Gli assassini della terra rossa, per la cifra di 5 milioni di dollari. Nell'aprile 2017 è stato rivelato che Martin Scorsese, Leonardo DiCaprio e Robert De Niro stavano valutando il coinvolgimento nel film, adattato da Eric Roth. Nel luglio 2017 lo scenografo Dante Ferretti ha rivelato che le riprese sarebbero partite all'inizio del 2018, con la regia di Scorsese e con DiCaprio nel ruolo di protagonista. Tuttavia la produzione è rimasta bloccata fino a ottobre 2018, quando è stato annunciato che il film sarebbe stato il successivo lavoro di Scorsese dopo aver completato The Irishman. A quel punto le riprese sarebbero dovute iniziare nell'estate del 2019. La sceneggiatura del film è stata completamente riscritta perché, stando a Scorsese e DiCaprio, la versione inizialmente tratta dal libro "non arrivava al nocciolo della questione", riferendosi al fatto che si voleva dare più spazio a come gli americani trattarono gli Osage, veri protagonisti della vicenda.

### Pre-produzione
Nel giugno 2019 è stato annunciato che la Paramount Pictures avrebbe distribuito il film. Il 26 luglio 2019 Scorsese si è recato nella Nazione Osage a Pawhuska (Oklahoma) per incontrare il capo Geoffrey Standing Bear e discutere di come la nazione stessa potesse essere coinvolta nella produzione del film. Qualche giorno dopo è stato svelato che De Niro si era unito al cast e che le riprese sarebbero iniziate nell'estate del 2020.
Nel dicembre 2019, il direttore della fotografia Rodrigo Prieto ha confermato che le riprese principali del film sarebbero iniziate a marzo 2020, aggiungendo che l'aspetto del film era ancora in fase di definizione. Agli Screen Actors Guild Awards del 19 gennaio 2020, DiCaprio ha annunciato che lui e De Niro avrebbero recitato nel film; tuttavia, nell'aprile 2020 le riprese vennero posticipate a tempo indeterminato a causa della sopraggiunta pandemia di COVID-19. Nel frattempo Scorsese aveva contattato sia Netflix che Apple TV+ per finanziare e distribuire il film, poiché la Paramount temeva che il budget raggiungesse i 200 milioni di dollari, rendendosi comunque ancora disponibile a un accordo con un partner aggiuntivo. Nel maggio 2020 Apple TV+ è stata annunciata come co-finanziatore e co-distributore del film, con la Paramount rimasta come distributore.
Nel febbraio 2021 Lily Gladstone e Jesse Plemons sono stati aggiunti al cast; l'attrice non ha sostenuto alcun provino poiché Scorsese sapeva già di aver scelto la persona giusta per il ruolo di Mollie. Nonostante il ruolo di Tom White, l'agente dell'FBI protagonista, fosse stato inizialmente scritto per DiCaprio, l'attore, in seguito alla rielaborazione della sceneggiatura, ha scelto invece di interpretare Ernest Burkhart, nipote del principale antagonista del film (interpretato da De Niro); di conseguenza per il ruolo di White è stato scelto Jesse Plemons. A marzo sono stati aggiunti al cast Tantoo Cardinal, Cara Jade Myers, JaNae Collins e Jillian Dion, ad aprile William Belleau, Louis Cancelmi, Jason Isbell, Sturgill Simpson, Tatanka Means, Michael Abbott Jr., Pat Healy e Scott Shepherd; a giugno Steve Eastin, Gary Basaraba e Barry Corbin; ad agosto, infine, è stato annunciato che anche Brendan Fraser e John Lithgow si sarebbero uniti al cast. Sempre ad aprile, Jack Fisk ha firmato come scenografo del film, segnando la prima collaborazione con Scorsese. La colonna sonora è stata invece composta da Robbie Robertson, che collabora con il regista da decenni.

### Riprese
La produzione di Killers of the Flower Moon sarebbe dovuta iniziare nel febbraio 2021, ma le riprese principali sono iniziate il 19 aprile 2021 in Oklahoma, svolgendosi nella Contea di Osage e nella Contea di Washington, nelle città di Pawhuska, Fairfax e Bartlesville. In un comunicato stampa, Scorsese ha dichiarato:
«Siamo entusiasti di iniziare finalmente la produzione di Killers of the Flower Moon in Oklahoma. Poter raccontare questa storia sulla terra in cui si sono verificati questi eventi è incredibilmente importante e fondamentale per permetterci di ritrarre una rappresentazione accurata del tempo e delle persone. Siamo grati a Apple, all'Oklahoma Film and Music Office e alla Nazione Osage, in particolare a tutti i nostri consulenti Osage e ai consulenti culturali, mentre ci prepariamo per queste riprese. Siamo entusiasti di iniziare a lavorare con il cast e la troupe locale per dare vita a questa storia sullo schermo e immortalare un periodo della storia americana che non dovrebbe essere dimenticato».
Robert De Niro si è infortunato al muscolo quadricipite della gamba, il 13 maggio 2021, mentre si trovava in Oklahoma (fuori dal set), ed è ritornato brevemente a New York per curarsi; la produzione non ha subito comunque ritardi, poiché le successive scene di De Niro erano previste non prima di tre settimane dopo. Le riprese si sono poi concluse il 1º ottobre 2021. Il 25 marzo 2022 Geoffrey Standing Bear ha detto al Tulsa Press Club di essere stato informato che "a metà maggio nella Contea di Osage sarebbero state provvisoriamente programmate le riprese di scene aggiuntive di un ballo tradizionale della comunità".

## Promozione
Il 10 maggio 2021 viene diffusa la prima immagine del film, che ritrae Leonardo DiCaprio e Lily Gladstone; altre foto sono proposte a fine aprile 2023. Il 18 maggio 2023 è stato pubblicato il primo trailer ufficiale del film. Il trailer italiano del film è stato pubblicato il 5 luglio 2023. Il 29 agosto 2023 sono state pubblicate le locandine ufficiali del film.

## Distribuzione
Il film è stato presentato in anteprima mondiale fuori concorso al Festival di Cannes 2023 il 20 maggio, ricevendo nove minuti di standing ovation da parte del pubblico presente in sala.
La pellicola è stata distribuita dal 20 ottobre 2023 negli Stati Uniti e in contemporanea mondiale, mentre in Italia dal giorno precedente.
Il film è stato poi reso disponibile in seguito anche dalle piattaforme di streaming.

## Accoglienza

### Incassi
Il film ha incassato 68035488 $ in Nordamerica e 90737111 $ nel resto del mondo, per un totale di 158772599 $. In Italia ha incassato 5204001 € con 697405 presenze.

### Critica
Sull'aggregatore Rotten Tomatoes il 93% delle 474 recensioni dei critici è positivo, con un voto medio di 8,5 su 10, mentre su Metacritic ha un voto medio ponderato di 89 su 100 basato su 63 recensioni.
Vincent Malausa su Cahiers du cinéma scrive che il film, ritornando su un episodio criminale che si potrebbe chiamare post-conquista del West, non appartiene tanto al genere western classico quanto al film-inchiesta. Nella straziante scena finale, ambientata nell'epoca contemporanea al film, il dramma viene ripercorso declamandolo con enfasi, da attori con relativo accompagnamento orchestrale.

## Riconoscimenti
- 2024 – Premio Oscar[23]
  - Candidatura per il miglior film a Dan Friedkin, Bradley Thomas, Martin Scorsese e Daniel Lupi
  - Candidatura per il miglior regista a Martin Scorsese
  - Candidatura per la miglior attrice a Lily Gladstone
  - Candidatura per il miglior attore non protagonista a Robert De Niro
  - Candidatura per la migliore fotografia a Rodrigo Prieto
  - Candidatura per il miglior montaggio a Thelma Schoonmaker
  - Candidatura per i migliori costumi a Jacqueline West
  - Candidatura per la miglior scenografia a Jack Fisk e Adam Willis
  - Candidatura per la migliore colonna sonora a Robbie Robertson
  - Candidatura per la miglior canzone per Wahzhazhe (A Song For My People) a Scott George
- 2024 – Golden Globe[24]
  - Miglior attrice in un film drammatico a Lily Gladstone
  - Candidatura per il miglior film drammatico
  - Candidatura per il miglior regista a Martin Scorsese
  - Candidatura per il miglior attore in un film drammatico a Leonardo DiCaprio
  - Candidatura per il miglior attore non protagonista a Robert De Niro
  - Candidatura per la migliore sceneggiatura a Eric Roth e Martin Scorsese
  - Candidatura per la migliore colonna sonora originale a Robbie Robertson
- 2023 – Gotham Independent Film Awards[25]
  - Gotham Historical Icon Award
- 2023 – National Board of Review Awards[26]
  - Miglior film
  - Miglior regista a Martin Scorsese
  - Miglior attrice a Lily Gladstone
- 2023 – New York Film Critics Circle Awards[27]
  - Miglior film
  - Miglior attrice protagonista a Lily Gladstone
- 2024 – Screen Actors Guild Award[28]
  - Migliore attrice cinematografica a Lily Gladstone
  - Candidatura per il miglior attore non protagonista cinematografico a Robert De Niro
  - Candidatura per il miglior cast cinematografico